# Finales NBA 1970
Navigation
Finales 1969 Finales 1971
Les finales NBA 1970 sont la dernière série de matchs de la saison 1969-1970 de la NBA et la conclusion des séries éliminatoires (playoffs) de la saison. Le champion de la conférence Est, les Knicks de New York rencontrent le champion de la conférence Ouest, les Lakers de Los Angeles. New York possède l'avantage du terrain.    
Le dernier match de la série a été désigné par ESPN, en 2010, comme le meilleur match 7 de l'histoire des finales NBA, avec un retour de blessure pour Willis Reed. La performance la plus célèbre de Reed a eu lieu le 8 mai 1970 dans le match 7 joué au Madison Square Garden. En raison d'une grave blessure à la cuisse subie lors du match 5, un muscle déchiré qui l'a empêché de jouer le match 6, il était peu probable qu'il joue dans le match 7. Pourtant, Reed a surpris les fans en marchant sur le terrain pendant l'échauffement, générant des applaudissements des fans. Au début du match, il a marqué les deux premiers paniers des Knicks lors de ses deux premiers tirs, ses seuls points du match. Il a ensuite défendu sur Wilt Chamberlain, le limitant à deux tirs marqués en neuf tentatives. Après le match dans les vestiaires des Knicks, Howard Cosell a déclaré à Reed, à la télévision nationale : "Vous incarnez le meilleur de ce que l'esprit humain peut offrir." 

## Classements en saison régulière
| Champion de division | Qualifié pour les playoffs | Éliminé des playoffs |

| Division Est          | V  | D  | PCT  | GB |
| --------------------- | -- | -- | ---- | -- |
| Knicks de New York C  | 60 | 22 | 73.2 | -  |
| Bucks de Milwaukee    | 56 | 26 | 68.3 | 4  |
| Bullets de Baltimore  | 50 | 32 | 61.0 | 10 |
| 76ers de Philadelphie | 42 | 40 | 51.2 | 18 |
| Royals de Cincinnati  | 36 | 46 | 43.9 | 24 |
| Celtics de Boston     | 34 | 48 | 41.5 | 26 |
| Pistons de Détroit    | 31 | 51 | 37.8 | 29 |

| Division Ouest            | V  | D  | PCT  | GB |
| ------------------------- | -- | -- | ---- | -- |
| Hawks d'Atlanta           | 48 | 34 | 58.5 | -  |
| Lakers de Los Angeles     | 46 | 36 | 56.1 | 2  |
| Bulls de Chicago          | 39 | 43 | 47.6 | 9  |
| Suns de Phoenix           | 39 | 43 | 47.6 | 9  |
| SuperSonics de Seattle    | 36 | 46 | 43.9 | 12 |
| Warriors de San Francisco | 30 | 52 | 36.6 | 18 |
| Rockets de San Diego      | 27 | 55 | 32.9 | 21 |

C - Champions NBA

### Tableau des playoffs
|  | Demi-finales de Conférence | Demi-finales de Conférence | Demi-finales de Conférence |                       |   | Finales de Conférence | Finales de Conférence | Finales de Conférence |  |  | Finales NBA | Finales NBA           | Finales NBA |
|  |                            |                            |                            |                       |   |                       |                       |                       |  |  |             |                       |             |
|  | 1                          | Hawks d'Atlanta            | 4                          |                       |   |                       |                       |                       |  |  |             |                       |             |
|  | 3                          | Bulls de Chicago           | 1                          |                       |   |                       |                       |                       |  |  |             |                       |             |
|  | 3                          | Bulls de Chicago           | 1                          |                       | 1 | Hawks d'Atlanta       | 0                     |                       |  |  |             |                       |             |
|  | Conférence Ouest           |                            |                            |                       | 1 | Hawks d'Atlanta       | 0                     |                       |  |  |             |                       |             |
|  |                            |                            | 2                          | Lakers de Los Angeles | 4 |                       |                       |                       |  |  |             |                       |             |
|  | 4                          | Suns de Phoenix            | 2                          | Lakers de Los Angeles | 4 | 3                     |                       |                       |  |  |             |                       |             |
|  | 4                          | Suns de Phoenix            |                            |                       |   | 3                     |                       |                       |  |  |             |                       |             |
|  | 2                          | Lakers de Los Angeles      | 4                          |                       |   |                       |                       |                       |  |  |             |                       |             |
|  |                            |                            |                            |                       |   |                       |                       |                       |  |  | O2          | Lakers de Los Angeles | 3           |
|  |                            |                            | E1                         | Knicks de New York    | 4 |                       |                       |                       |  |  |             |                       |             |
|  | 1                          | Knicks de New York         | 4                          |                       |   |                       |                       |                       |  |  |             |                       |             |
|  | 3                          | Bullets de Baltimore       | 3                          |                       |   |                       |                       |                       |  |  |             |                       |             |
|  | 3                          | Bullets de Baltimore       | 3                          |                       | 1 | Knicks de New York    | 4                     |                       |  |  |             |                       |             |
|  | Conférence Est             |                            |                            |                       | 1 | Knicks de New York    | 4                     |                       |  |  |             |                       |             |
|  |                            |                            | 2                          | Bucks de Milwaukee    | 1 |                       |                       |                       |  |  |             |                       |             |
|  | 4                          | 76ers de Philadelphie      | 2                          | Bucks de Milwaukee    | 1 | 1                     |                       |                       |  |  |             |                       |             |
|  | 4                          | 76ers de Philadelphie      |                            |                       |   | 1                     |                       |                       |  |  |             |                       |             |
|  | 2                          | Bucks de Milwaukee         | 4                          |                       |   |                       |                       |                       |  |  |             |                       |             |

## Résumé de la finale NBA
| Match  | Équipe à domicile     | Score            | Équipe à l'extérieur  |
| ------ | --------------------- | ---------------- | --------------------- |
| Game 1 | Knicks de New York    | 124-112 (1-0)    | Lakers de Los Angeles |
| Game 2 | Knicks de New York    | 103–105 (1–1)    | Lakers de Los Angeles |
| Game 3 | Lakers de Los Angeles | 108–112 OT (1–2) | Knicks de New York    |
| Game 4 | Lakers de Los Angeles | 121–115 OT (2–2) | Knicks de New York    |
| Game 5 | Knicks de New York    | 107-100 (3-2)    | Lakers de Los Angeles |
| Game 6 | Lakers de Los Angeles | 135–113 (3–3)    | Knicks de New York    |
| Game 7 | Knicks de New York    | 113–99 (4–3)     | Lakers de Los Angeles |

## Équipes

### Knicks de New York
| Effectif des Knicks de New York 1969-1970 |
| --- |
| 5 Don May • 6 Mike Riordan • 9 Dave Stallworth • 10 Walt Frazier • 12 Dick Barnett • 16 John Warren • 17 Nate Bowman • 18 Phil Jackson • 19 Willis Reed • 20 Bill Hosket • 22 Dave DeBusschere • 24 Bill Bradley • 33 Cazzie Russell Entraîneur : Red Holzman |

### Lakers de Los Angeles
| Effectif des Lakers de Los Angeles 1969-1970 |
| --- |
| 13 Wilt Chamberlain • 14 John Tresvant •15 Willie McCarter • 20 Dick Garrett • 21 Johnny Egan • 22 Elgin Baylor • 24 Keith Erickson • 31 Mel Counts • 33 Mike Lynn • 35 Rick Roberson • 44 Jerry West • 52 Happy Hairston Entraîneur : Joe Mullaney |

## Statistiques individuelles

### Knicks de New York
| Joueur           | MJ | MC | MPG  | FG%   | 3P% | FT%   | RPG  | APG  | SPG | BPG | PPG  |
| ---------------- | -- | -- | ---- | ----- | --- | ----- | ---- | ---- | --- | --- | ---- |
| Willis Reed      | 6  |    | 37.7 | .484  |     | .588  | 10.5 | 2.8  |     |     | 23.0 |
| Dave DeBusschere | 7  |    | 38.1 | .455  |     | .722  | 12.6 | 2.6  |     |     | 19.0 |
| Dick Barnett     | 7  |    | 40.6 | .448  |     | .897  | 2.3  | 4.3  |     |     | 18.6 |
| Walt Frazier     | 7  |    | 43.1 | .541  |     | .775  | 7.7  | 10.4 |     |     | 17.6 |
| Bill Bradley     | 7  |    | 35.6 | .388  |     | .750  | 4.0  | 2.7  |     |     | 12.1 |
| Cazzie Russell   | 7  |    | 18.6 | .492  |     | 1.000 | 3.6  | 1.4  |     |     | 9.3  |
| Dave Stallworth  | 7  |    | 14.0 | .447  |     | 1.000 | 4.7  | 1.6  |     |     | 7.0  |
| Mike Riordan     | 7  |    | 13.0 | .387  |     | .857  | 1.9  | 1.4  |     |     | 4.3  |
| Nate Bowman      | 7  |    | 9.7  | .481  |     | .600  | 3.0  | 0.3  |     |     | 4.1  |
| Bill Hosket      | 2  |    | 4.5  | .250  |     |       | 0.5  | 0.5  |     |     | 1.0  |
| John Warren      | 4  |    | 1.5  | 1.000 |     |       | 0.0  | 0.3  |     |     | 0.5  |

### Lakers de Los Angeles
| Joueur               | MJ | MC | MPG  | FG%  | 3P% | FT%   | RPG  | APG | SPG | BPG | PPG  |
| -------------------- | -- | -- | ---- | ---- | --- | ----- | ---- | --- | --- | --- | ---- |
| Jerry West           | 7  |    | 47.9 | .450 |     | .833  | 3.4  | 7.7 |     |     | 31.3 |
| Wilt Chamberlain     | 7  |    | 47.6 | .625 |     | .343  | 24.1 | 4.0 |     |     | 23.3 |
| Elgin Baylor         | 7  |    | 40.0 | .486 |     | .778  | 11.3 | 4.7 |     |     | 17.9 |
| Dick Garrett         | 7  |    | 36.7 | .474 |     | .944  | 3.0  | 2.1 |     |     | 13.0 |
| Keith Erickson       | 7  |    | 38.7 | .479 |     | .722  | 4.4  | 4.7 |     |     | 11.6 |
| Happy Hairston       | 6  |    | 17.5 | .471 |     | .636  | 4.3  | 1.5 |     |     | 6.5  |
| Johnny Egan          | 7  |    | 10.3 | .526 |     | 1.000 | 0.1  | 0.9 |     |     | 3.6  |
| John Tresvant (en)   | 4  |    | 9.3  | .333 |     | .800  | 2.8  | 1.3 |     |     | 4.5  |
| Mel Counts           | 3  |    | 9.0  | .357 |     | .667  | 2.7  | 0.3 |     |     | 4.0  |
| Rick Roberson        | 3  |    | 3.3  | .500 |     | .500  | 1.3  | 0.0 |     |     | 2.3  |
| Mike Lynn (en)       | 1  |    | 1.0  |      |     |       | 0.0  | 0.0 |     |     | 0.0  |
| Willie McCarter (en) | 1  |    | 2.0  | .000 |     |       | 1.0  | 1.0 |     |     | 0.0  |